# Слобідська сільська рада (Косівський район)
| Слобідська сільська рада — колишній орган місцевого самоврядування у Косівському районі Івано-Франківської області з адміністративним центром у с. Слобідка. Утворена 15 листопада 1995 року. Сільській раді підпорядковані населені пункти: - с. Слобідка |

## Склад ради
Рада складається з 14 депутатів та голови.

### Керівний склад ради
| ПІБ                      | Основні відомості                                            | Дата обрання | Дата звільнення |
| ------------------------ | ------------------------------------------------------------ | ------------ | --------------- |
| Лукинич Ігор Зіновійович | Сільський голова, 1971 року народження, освіта, безпартійний | 26.03.2006   | 31.10.2010      |
| Лукинич Ігор Зіновійович | Сільський голова, 1971 року народження, освіта, безпартійний | 31.10.2010   |                 |

Примітка: таблиця складена за даними джерела